# پروتئین بافت‌دار گیاهی

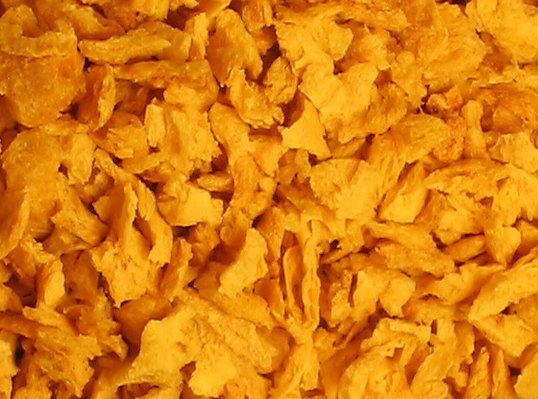
تکه‌های خشک پروتئین بافت‌دار سویا (گیاه) یک منبع سالم پروتئینی باکیفیت، بی‌چربی و ارزان اند که به صورت عمده خریده می‌شوند و می‌توان آن را در انواع غذاهای گیاهی به کار برد یا به عنوان یک تقویت و مغذی کننده گوشت یا مکمل برای حجیم کردن یک غذای گوشتی و تأمین پروتئین و ریزمغذی‌ها (میکرونوترینت) استفاده کرد.

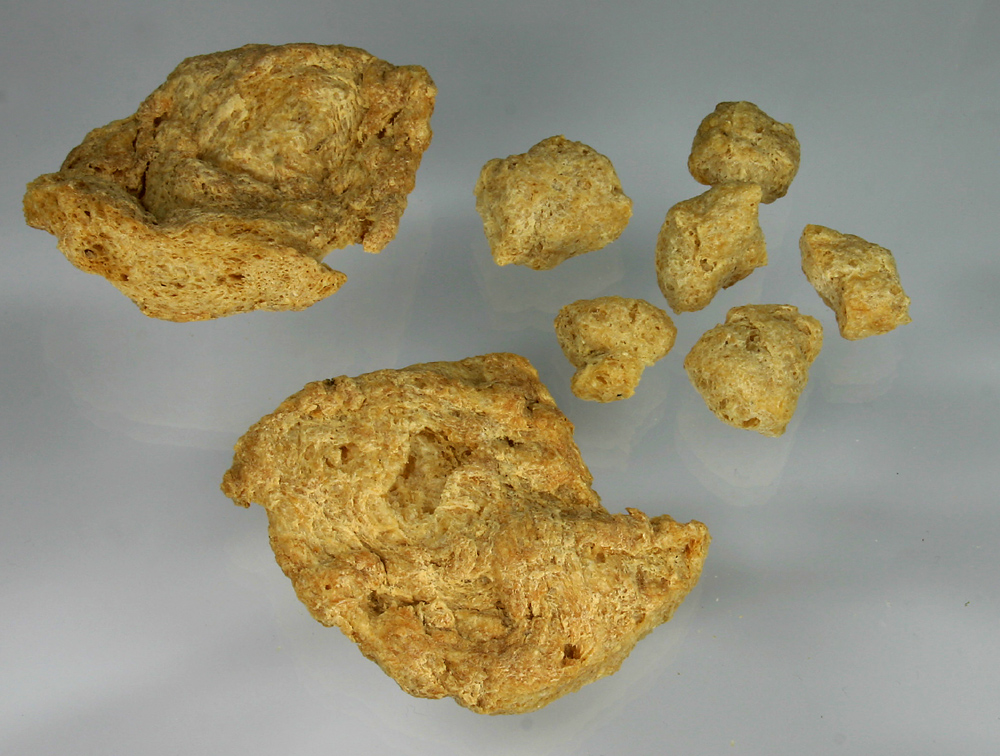
تکه‌های سویای بافت‌دار (گوشت سویا یا گوشت گیاهی)

پروتئین گیاهی بافت‌دار یا پروتئین سویای بافت‌دار (در انگلیسی: Texturized Vegetable Protein یا Textured Soy Protein، به‌کوتاهی: TVP یا TSP) که در ایران گاهی به‌خلاصه و نادرست با نام‌های «پروتئین سویا» یا «سویا» گفته می‌شود، عمدتاً از دانه لوبیای سویا ساخته می‌شود که روغن آن طی فرایندی گرفته می‌شود. پروتئین بافت‌دار سویا، آن گونه که از نام اش پیداست، برخلاف آرد سویا، ظاهری بافت‌دار شده و زبر دارد. این فراورده مغذی به عنوان جایگزین یا همراهی برای پروتئین‌های جانوری، در میان علاقه‌مندان خوراک‌های گیاهی کاربری فراوانی یافته است.

## مناب
1. ↑  Clark JD, Valentas KJ, Levine L (1991). Food processing operations and scale-up. New York: CRC Press. pp. 134–7. ISBN 0-8247-8279-8.
2. ↑  Riaz MN (2006). Soy applications in food. Boca Raton: CRC Press. pp. 155–84. ISBN 0-8493-2981-7.
3. ↑  «Textured vegetable protein». دریافت‌شده در ۱۷ فوریه ۲۰۱۸.
4. ↑  "Peanut Textured Vegetable Protein(TVP), Rapid rehydration & excellent water absorption". www.frozensweetpumpkin.com. Archived from the original on 29 November 2022. Retrieved 6 April 2024.
5. ↑  Kim, Taehoon (May 2018). Texturization of Pulse Proteins: Peas, Lentils, and Faba Beans (PhD). hdl:1969.1/173522.
6. ↑  Decker, Fred. "Textured Vegetable Protein (TVP) vs. Textured Soy Protein (TSP)". NationalGeographic.com. p. 1. Archived from the original on May 27, 2013. Retrieved May 20, 2013.